# Lindsey Buckingham

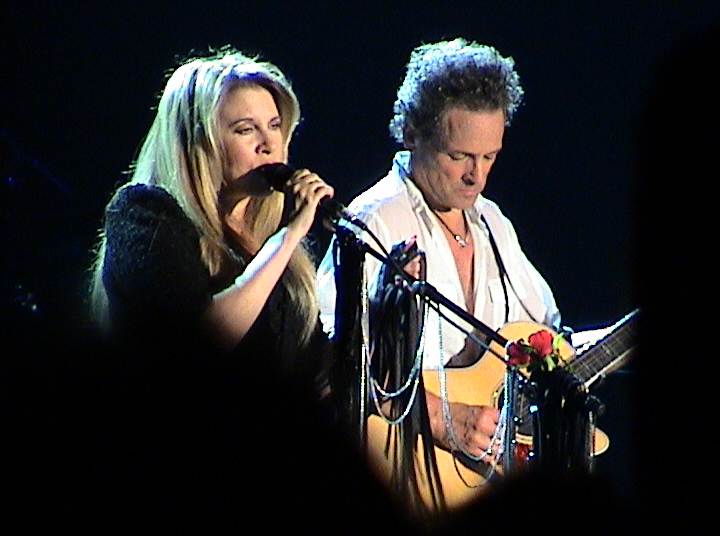
Stevie Nicks och Lindsey Buckingham på en Fleetwood Mac-konsert 2003.

Lindsey Adams Buckingham, född 3 oktober 1949 i Palo Alto, Kalifornien, är en amerikansk gitarrist och sångare, mest känd som medlem i Fleetwood Mac. Han har också släppt sex soloalbum. 
Buckingham träffade Stevie Nicks i high school, och de startade bandet Fritz. Senare fick paret skivkontrakt som Buckingham Nicks och släppte en skiva 1973. Den sålde inte så bra men de fick erbjudande av Mick Fleetwood att bli medlemmar i Fleetwood Mac. De blev så nyårsafton 1974. Med Buckingham och Nicks som medlemmar ändrade gruppen stil och deras nästa skiva, Fleetwood Mac (1975) blev en storsäljare och följande skiva, Rumours (1977), blev en av de mest sålda skivorna i musikhistorien. Buckinghamn släppte sin första soloplatta Law and Order 1981 som innehöll hiten Trouble. Efter inspelningen av Fleetwood Macs Tango in the Night (1987) lämnade han bandet men blev åter medlem 1997 (han spelade dock med bandet på Bill Clintons presidentinstallation 1993). 2006 gjorde han comeback som soloartist med den akustiska Under the Skin som fick strålande recensioner.

## Diskografi (urval)

### Med Fleetwood Mac

#### Studioalbum
- 1975 – Fleetwood Mac
- 1977 – Rumours
- 1979 – Tusk
- 1982 – Mirage
- 1987 – Tango in the Night
- 2003 – Say You Will

#### Livealbum
- 1980 – Live
- 1997 – The Dance
- 2004 – Live in Boston

### Soloalbum
- 1981 – Law and Order
- 1984 – Go Insane
- 1992 – Out of the Cradle
- 2006 – Under the Skin
- 2008 – Live at the Bass Performance Hall (CD+DVD)
- 2008 – Gift of Screws
- 2010 – By Invitation Only: Live in Nashville
- 2011 – Seeds We Sow
- 2011 – Songs from the Small Machine: Live in L.A at Saban Theatre in Beverly Hills, CA / 2011
- 2012 – One Man Show

### Annat
- 1973 – Buckingham Nicks (tillsammans med Stevie Nicks)
- 2017 – Lindsey Buckingham / Christine McVie (tillsammans med Christine McVie)